# Ga Tam Thành
Ga Tam Thành là một nhà ga xe lửa hiện đang được xây dựng trên tuyến đường sắt Bắc Nam nằm tại xã Tam Thành, huyện Phú Ninh, tỉnh Quảng Nam. Ga nằm giữa hai ga là ga Phú Cang và ga An Mỹ, trong tương lai là ga Tam Kỳ.

## Lý do xây dựng
Ga Tam Thành được xây dựng để thay thế cho ga An Mỹ (xã Tam An, huyện Phú Ninh). Trong khu vực ga An Mỹ có giao cắt với tuyến đường tỉnh 615, khi thực hiện công tác tránh tàu gây tắc đường. Do đó, Bộ Giao thông Vận tải đã có chủ trương xây dựng ga Tam Thành nhằm giảm tình trạng tắc đường cho đường tỉnh 615.